# Plocepasser
Plocepasser is een geslacht van zangvogels uit de familie wevers en verwanten (Ploceidae).

## Soorten
Het geslacht kent de volgende soorten:
- Plocepasser donaldsoni – Donaldsons wever
- Plocepasser mahali – Mahali-wever
- Plocepasser rufoscapulatus – Roodrugwever
- Plocepasser superciliosus – Roestwangwever